# Бахрейн на летних Олимпийских играх 1996
Бахрейн принимал участие в Летних Олимпийских играх 1996 года вАтланте (США) в четвёртый раз за свою историю, но не завоевал ни одной медали. Сборную страны представляли 5 спортсменов, выступавших в двух видах спорта.

## Результаты

### Лёгкая атлетика
Спортсменов — 1
| Дисциплина                    | Спортсмен           | Предварительный раунд | Предварительный раунд | Четвертьфиналы       | Четвертьфиналы       | Полуфиналы           | Полуфиналы           | Финал                | Финал                |
| Дисциплина                    | Спортсмен           | Время                 | Место                 | Время                | Место                | Время                | Место                | Время                | Место                |
| ----------------------------- | ------------------- | --------------------- | --------------------- | -------------------- | -------------------- | -------------------- | -------------------- | -------------------- | -------------------- |
| бег на 110 метров с барьерами | Фаваз Исмаил Джохар | 14.32                 | 8                     | Завершил выступления | Завершил выступления | Завершил выступления | Завершил выступления | Завершил выступления | Завершил выступления |

### Парусный спорт
Спортсменов — 4
| Класс яхт | Спортсмен                                     | Результат |
| --------- | --------------------------------------------- | --------- |
| Лазер     | Мохамед Аль-Сада                              | 51        |
| Солинг    | Эсса Аль-Бушмат Халид Аль-Сада Ахмед Аль-Сайи | 22        |